# 琉球はる
琉球HAL（りゅうきゅうはる）は、沖縄県出身の音楽家、著述家である。

## 来歴・人物
沖縄県コザ市（現・沖縄市）で生まれる。
琉球王朝時代から続く正統なユタであると自称している。はる、琉球ユタはる等のさまざまな名義で、著述、音楽などの活動を行っている。音楽では2009年にソニー・ミュージックアソシエイテッドレコーズよりメジャーデビューを果たしたが、その後は自主制作やネット配信に活動の場を移すとともに、年間90本近いライブ活動や講演会を行なっている。
2017年からは海外での演奏活動も始め、台湾やニューヨークでも活発にライブ活動を行なっている。

## 出演

### ラジオ

#### 過去の出演番組
- ニッポン放送「銀河に吠えろ！宇宙GメンTAKUYA」【はるの未来相談所】（2009年4月 - 11月）
- FM栃木「B★BOX FRIDAY HYPER」“はるのスピリチュアルレディオ”（2009年4月 - 毎週金曜日）
- ニッポン放送「はるのオールナイトニッポンR」（2009年7月 - 毎月最終金曜日）
- ニッポン放送「インターネットラジオ Suono Dolce」（2009年10月 - 毎月第3金曜日）
- ニッポン放送「ショウアップナイターバッテリー」（2009年12月 - 2010年3月）
- ニッポン放送「新保友映のオールナイトニッポンGOLD」“はるのヒーリングギフト”（2009年12月 - 毎週金曜日）
- ニッポン放送「琉球ユタはるのゆいまーる」（毎週日曜日0:50 - 1:00）[1]
- FM横浜「MORNING STEPS」＜琉球ユタ'はる'による今日の血液型占い＞（2012年3月 - ）
- ラジオ沖縄「土曜の夜はスケールアウト」（毎週土曜22:30 - 23:30）

## 作品

### 書籍

#### 著書
- 「誰のうえにも奇跡は降りてくる」（PHP研究所、2010年6月20日）[2]
- 「涙があふれてもいいじゃない」（扶桑社、2010年9月27日）
- 「はるが教える 東京パワースポット厳選50」（祥伝社、2010年11月30日）
- 「恋愛も生活も人生も変えていく 未来への道案内 はるのタロット占い オリジナルタロットカード付き」（講談社、2011年1月20日）[3]
- 「霊界散歩 = A WALK ON THE WORLD OF SPIRITS : 怖いけど、ちょっと覗いてみたい、死後の世界。今を、もっと幸せに生きるための案内書。」（マーブルトロン、2012年1月31日）[4]
- 「あなたにはゼッタイいいことが起きる!」（KKロングセラーズ、2012年12月20日）[5]
- 「琉球ユタはるが教える 風水でゼッタイ変わるあなたの運命」（KKロングセラーズ、2013年9月20日）[6]
- 「あなたがこの世で生きている意味」（KKロングセラーズ、2014年2月4日）
- 「琉球ユタはる 見方を変えればチャンスは無限」（KKロングセラーズ、2014年11月28日）[7]
- 「幸せな人生を手に入れるおまじない」（KKロングセラーズ、2015年2月28日）[8]
- 「愛と幸せを招く運命の法則」（徳間書店、2015年6月30日）

#### 監修
- 「永久保交幽録 琉球ユタ・はる」（永久保貴一著、ぶんか社、2012年7月17日）[9]
- 「永久保交幽録 沖縄編」（永久保貴一著、ぶんか社、2014年7月17日）[10]
- 「永久保交幽録 沖縄聖地編」（永久保貴一著、ぶんか社、2015年12月17日）[11]

### 音楽
- 『もしも涙が溢れても／ココロの鍵』（ソニー・ミュージックアソシエイテッドレコーズ、2009年1月1日）
- ミニアルバム『命』（GeniusRecords、2011年6月30日）
- アルバム『あなたがいたから』（GeniusRecords、2015年4月23日）
- シングル「building blocks」「50years〜old〜]（ネット配信、2018年6月2日）
- シングル「琉球ココROCK」（ネット配信、2018年6月2日

## ライブ
- 2011年
  - はる復興ツアー 全国7ヶ所
- 2012年
  - はるココロ塾スプリングツアー 全国9ヶ所
  - はるココロ塾オータムツアー 全国9ヶ所
- 2013年
  - はるココロ塾スプリングツアー 全国5ヶ所13会場
  - はるココロ塾サマーツアー 全国5ヶ所16会場
  - はるココロ塾オータムツアー 全国5ヶ所16会場
- 2014年
  - はる移動教室スプリングツアー 全国5ヶ所16会場・沖縄ガンガラーの谷ライブ
  - はる移動教室サマーツアー 全国5ヶ所17会場
  - はる移動教室オータムツアー 全国5ヶ所16会場
- 2015年
  - はるココロ塾ツアースプリング 全国5ヶ所16会場
- 2017年
  - 10月7日 - 西麻布Laulele「琉球癒歌 はるLIVE」
  - 10月21日 - ニューヨーク セントラルパーク・タイムズスクエア前
  - 10月22日 - ニューヨーク マンハッタン アッパーウエスト「JAPAN Fes」
  - 10月27日 - 西麻布Laulele「琉球癒歌 はるLIVE」
  - 11月28日 - 台湾MOOMIN CAFE 嚕嚕米主題餐廳
  - 12月23日 - 西麻布Laulele「琉球癒歌 はるヒーリングLIVE」
- 2018年
  - 1月20日 - 西麻布Laulele「琉球癒歌 はるLIVE」
  - 2月24日 - 西麻布Laulele「琉球魂 はるWith田代浩一&恵美直也」
  - 3月16日 - 西麻布Laulele「琉球癒歌 はるシークレットLIVE」
  - 3月24日 - 台湾MOOMIN CAFE 嚕嚕米主題餐廳
  - 4月14・29日 - 西麻布Laulele「琉球癒歌 はるLIVE」
  - 5月13日 - 西麻布Laulele「琉球ココROCKはるLIVE」
  - RyuKyuKoKoRocK HARU TOUR in USA
    - 5月19日 - シャーロット「Dragon Boat Festival」
    - 5月20日 - ニュージャージー州「Asian Heritage Festival」
    - 5月25・26日 - アイオワ州「アジアンフェスティバル」
    - 6月1日 - ニューヨーク マンハッタン ミッドタウン「Bent on Cafe アジアミュージックイベント」
    - 6月2日 -ニューヨーク マンハッタン ミッドタウン パークアベニュー「JAPAN Fes」

  - 6月16・30日 - 西麻布Laulele「琉球ココROCKはるLIVE」
  - 7月13日 - 美ら島フェスティバルin東京スカイツリータウン
  - 7月20日 - 西麻布Laulele「琉球 HAL LIVE」
  - 7月28・29日 - 西麻布Laulele「沖縄祭りin Laulele 琉球 HAL LIVE」
  - 8月5日 - 西麻布Laulele「琉球 HAL Secret LIVE」
  - 琉球 HAL 50years-old-ツアー2018アメリカツアー凱旋ライブ
    - 8月11日 - 糸満ふるさと祭り
    - 8月14日 - ライブハウス Out put
    - 8月15日 - PLaYer's CAFE
    - 8月17日 - 具志川ライブスポットEe
    - 8月18日 - LIVE HOUSE MOD'S

  - 8月24日 - 宇都宮 Cafe ink Blue「琉球 HAL アメリカツアー凱旋ライブ」
  - 8月25・26日 - 「第3回 琉球の嵐」-群馬- ゲスト出演
  - 9月1日 - 西麻布Laulele「琉球 HAL LIVE in 西麻布」
  - 9月8日 -「第11回 いーちゃイチャフェスティバル音楽祭横須賀」
  - 9月22日 - 西麻布Laulele「琉球 HAL 半世紀少年50イヤーズオールドアフター前夜祭LIVE」
  - 12月23日 - 2018沖縄芸能フェスティバル 板橋宿区立文化会館
  - 12月31日 - NYブルクッリンカウントダウンライブ
- 2019年
  - 1月13日 - 琉球 HAL LIVE in Laulele
  - 1月26日 - 琉球 HAL LIVE in Laulele
  - 2月9日 - 琉球 HAL LIVE in KIWA
- 時期不明
  - 山梨昇仙峡山頂ライブ
  - 名古屋カウントダウンパーティ